# PFK CSKA Moscou
El PFK CSKA Moscou (en rus АО «Профессиональный футбольный клуб ЦСКА» Москва, en català: Club Professional de Futbol del Club Esportiu Central de l'Exèrcit de Moscou) és la secció de futbol del CSKA Moscou de la ciutat de Moscou, Rússia. Durant l'època soviètica depenia de l'Exèrcit Roig.

## Història
El club fou fundat el 1911. Va guanyar la lliga soviètica set cops (1946, 1947, 1948, 1950, 1951, 1970, 1991), la copa soviètica cinc cops (1945, 1948, 1951, 1955, 1991), a més de diverses lligues, copes i supercopes russes. El CSKA rep el sobrenom de Koni (cavalls en rus) pel fet que els jugadors que fitxaven pel CSKA solien ser allistats a l'exèrcit i assignats a unitats de la cavalleria. Des de la dissolució de l'URSS ha estat sota l'ombra del Spartak de Moscou guanyant només la Lliga Russa en tres ocasions (2003, 2005 i 2006), així com la Copa en 3 (2002, 2005, i 2006). El CSKA Moscou va guanyar la Copa de la UEFA l'any 2005, derrotant l'Sporting de Lisboa 3-1, convertint-se en el primer club rus a obtenir un títol europeu. Recentment ha rebut el suport financer de l'empresa petroliera Sibneft, propietat del multimilionari rus Roman Abramóvitx. El PFK CSKA Moscou juga actualment a l'Arena Khimki, ja que el club està construint un nou estadi en propietat amb capacitat per a 30.000 espectadors asseguts.
Històricament ha rebut les següents denominacions:
- 1911-1922 - Obshestvo Lyubiteley Lyzhnogo Sporta (OLLS) (Societat Amateur d'Esports d'Esquí)
- 1923 - Opytno-Pokazatel'naya Ploschadka Vseobucha (OPPV) (Pati Experimental i Demostratiu de l'Associació d'Educació Militar)
- 1924-1927 - Opytno-Pokazatel'naya Ploschadka Voenveda (OPPV) (Pati Experimental i Demostratiu de l'Administració Militar)
- 1928-1950 - Sportivnyi Klub Tsentral'nogo Doma Krasnoy Armii (CDKA) (Club Esportiu de la Casa Central de l'Exèrcit Roig)
- 1951-1956 - Sportivnyi Klub Tsentral'nogo Doma Sovetskoy Armii (CDSA) (Club Esportiu de la Casa Central de l'Exèrcit Soviètic)
- 1957-1959 - Tsentral'nyi Sportivnyi Klub Ministerstva Oborony (CSK MO) (Club Esportiu Central del Ministeri de Defensa)
- 1960-Present - Tsentral'nyi Sportivnyi Klub Armii (CSKA) (Club Esportiu Central de l'Exèrcit)

## Palmarès

### Tornejos nacionals
- Premier League russa (6): 2003, 2005, 2006, 2013, 2014 i 2016.
- Copa de Rússia (7): 2002, 2005, 2006, 2008, 2009, 2011 i 2013.
- Supercopa de Rússia (7): 2004, 2006, 2007, 2009, 2013, 2014 i 2018.
- Lliga de l'URSS (7): 1946, 1947, 1948, 1950, 1951, 1970 i 1991.
- Copa de l'URSS (5): 1945, 1948, 1951, 1955 i 1991.

### Tornejos Internacionals
- Copa de la UEFA (1): 2004-05

## Jugadors destacats
- Vladimir Gabulov
- Albert Shesternev
- Serguei Dadu
- Vsévolod Bobrov
- Serguei Semak
- Osmar Ferreyra
- Dmitri Kiritxenko
- Ivica Olic
- Rolan Gússev
- Juris Laizāns
- Ígor Yanovski
- Bogdan Shershun
- Ruslan Nigmatullin
- Jiri Jarosik
- Ígor Semshov
- Dmitri Kramarenko
- Dmitri Sénnikov
- Andrei Movsesyan
- Vladislav Radímov
- Edgaras Jankauskas
- Dmitri Khokhlov
- Eduardo
- Alan Dzagóiev
- Ígor Akinféiev